# Syzygium pulchellum
Syzygium pulchellum är en myrtenväxtart som först beskrevs av William Roxburgh, och fick sitt nu gällande namn av Rafaël Herman Anna Govaerts. Syzygium pulchellum ingår i släktet Syzygium och familjen myrtenväxter.
Artens utbredningsområde är Moluckerna. Inga underarter finns listade i Catalogue of Life.